# Kanton Carlux
Kanton Carlux (francouzsky Canton de Carlux) je francouzský kanton v departementu Dordogne v regionu Akvitánie. Tvoří ho 11 obcí.

## Obce kantonu
- Calviac-en-Périgord
- Carlux
- Carsac-Aillac
- Cazoulès
- Orliaguet
- Peyrillac-et-Millac
- Prats-de-Carlux
- Sainte-Mondane
- Saint-Julien-de-Lampon
- Simeyrols
- Veyrignac